# Schmidtiacris
Schmidtiacris is een geslacht van rechtvleugeligen uit de familie veldsprinkhanen (Acrididae). De wetenschappelijke naam van dit geslacht is voor het eerst geldig gepubliceerd in 2002 door Storozhenko.

## Soorten
Het geslacht Schmidtiacris omvat de volgende soorten:
- Schmidtiacris longdongensis Zheng, 1984
- Schmidtiacris schmidti Ikonnikov, 1913